# Monstera juliusii
Monstera juliusii — це квіткова рослина родини ароїдних (Araceae).

## Розповсюдження
Батьківщиною цієї рослини є Коста-Рика, а саме високогірні хмарні ліси висотах від 1600 до 2250 метрів.

## Опис
Іноді вид плутають з Monstera standleyana, проте M. standleyana має зелені черешки та тонкі листки, натомість M. juliusii характеризується плямистими білими черешками та товстими шкірястими листками. Дорослі рослини мають перисто-лопатеве листя довжиною до 60 см і шириною 30 см. Вид названий на честь Джуліуса Джонсона, сина художників Рашида Джонсона та Шері Овсепян.